# Elophos intermedia
Elophos intermedia là một loài bướm đêm trong họ Geometridae.